# Ana Teresa Toro
Ana Teresa Toro (Aibonito, Puerto Rico, 1984) es una periodista, escritora, columnista y podcastera puertorriqueña. Es reconocida por su lucha por la erradicación del machismo dentro de las columnas de opinión.Es una de las exponentes del feminismo contemporáneo, ya que fiscaliza las políticas públicas mediante sus escritos, donde busca la igualdad de oportunidades de mujeres, jóvenes, niñas y parte de la comunidad LGBTIQ+.

## Biografía
En 2002 ingresó a la Escuela de Comunicación de la Universidad de Puerto Rico, donde estudió periodismo. A los 20 años colaboró como reportera en la radio de su Universidad, donde además participó en el desarrollo y creación del programa radial “Piedra, papel y tijera” que condujo y produjo y que todavía se mantiene al aire.  
Durante este periodo, trabajó para el diario “El Nuevo Día”, uno de los principales periódicos del país, como periodista independiente, escribiendo columnas para la sección cultural. 
En 2007 ganó una beca de periodismo de la Fundación Carlos Castañeda, donde se mudó a Madrid para cursar su maestría en Literatura y Cultura Hispanoamericana en la sede española de la New York University. Tras finalizar sus estudios, volvió a su país donde trabajó durante un año.
En 2012 fue invitada al encuentro “Nuevos Cronistas de Indias”, organizado por la Fundación Gabriel García Márquez para el Nuevo Periodismo Iberoamericano, como parte de un grupo de 14 jóvenes periodistas más destacados de Latinoamérica.
Durante los años 2016 y 2017, trabajó como profesora de periodismo en la Universidad del Sagrado Corazón de Puerto Rico, donde además tomó dos talleres con maestros de la Fundación Nuevo Periodismo Iberoamericano: Martín Caparrós y Jon Lee Anderson.Una de sus crónicas fue publicada en el libro de crónicas culturales de la FNPI “Viva la fiesta”.
En 2018, fundó el podcast "marullo" junto a sus amigos Silverio Pérez y Pedro Reina. El proyecto nace tras el paso del huracán María en Puerto Rico durante el año 2017, inspirando al programa a tener un espacio lleno de energía positiva y creativa para afrontar la catástrofe. 
Ha trabajado como columnista en distintos medios de comunicación internacionales de países como El Malpensante, El País, Anfibia, y The New York Times.
En su país ha sido reconocida por diversas organizaciones como la Asociación de Periodistas de Puerto Rico, el Instituto de Literatura Puertorriqueña y Club Ultramarino de Prensa. Este último ha reconocido su trabajo en más de diez veces, destacando la calidad de sus escritos y su trabajo como profesional de las comunicaciones. Además, sus obras han sido publicadas en países como: México, Argentina, Colombia, Venezuela y Austria; y han sido traducidas al inglés y alemán. 

## Vida personal
Es nieta de migrantes libaneses que escaparon de su país durante la Primera Guerra Mundial y después de una larga travesía por varios puertos latinoamericanos como Cuba y Veracruz se decidieron asentar en Puerto Rico. Esto impulsó a que Ana tenga un gran sentimiento de nacionalismo por su país, que la ha llevado a autodenominarse como “defensora de la independencia puertorriqueña”,a raíz que es el único país latinoamericano que nunca se ha independizado y que actualmente se rige bajo estado libre de Estados Unidos.
En el año 2008, durante su estadía en España y tras una fuerte pulmonía, fue diagnosticada con secuestro pulmonar, dejándola gravemente hospitalizada. Sumado a una serie de pulmonías posteriores y con algunos episodios de sepsis tuvo que ser sometida en junio de 2023 a una toracotomía y lobectomía, dando como resultado la extirpación de medio pulmón.

## Obras
- Cartas al agua fue su primera novela publicada en el año 2015. Consiste en una narración sobre la sede de las pasiones. Las vidas de Marcela, Luz y Alicia se unen por sutilezas que trascienden más allá de la sangre. Sus pasiones se enlazan en historias compartidas que, así como los barcos en el puerto de San Juan, oscilan a merced de las aguas. Bajo la editorial La secta de los perros.

- Las narices de los perros: Es una antología con una riqueza cultivadora del periodismo cultural. Es la curiosidad y condición que impulsa a la crónica a la narración de lo que trata lo social. Es una invitación a una nueva forma de ver y sentir el entorno a través de lo personal y autobiográfico. Publicado bajo Ediciones Callejón en el año 2015.

- El cuerpo de la abuela: Narra las vidas de dos mujeres: Maria Francisca Dominicci y Emérita Díaz, ambas abuelas de la autora. Con sensibilidad en el cuerpo femenino; los ojos, las manos y el torso. Escrito en formato de crónicas, y publicado por la editorial Instituto de Cultura Puertorriqueña en el año 2016.

- Vida, Patria y Verdad: Alejandro García Padilla en conversación con la periodista Ana Teresa Toro: trata de una recopilación durante más de cien horas de conversación con el ex gobernador Alejandro García Padilla relacionado con su paso por el gobierno de Puerto Rico, así como también su biografía. Por instantes, el formato del libro consiste en un diálogo acalorado que aspira a ser un modelo de conversación abierta entre dos personas frente a la polarización absoluta ante profundas divergencias. Es un medio que evidencia la conversación como un canal de resistencia. El relato está escrito en formato de entrevista y fue publicado en 2019 por Ediciones Gaviota.

- Un cuerpo propio: 40 años de Taller Salud: cuenta la historia de la organización feminista más antigua de Puerto Rico. Esto fue realizado a partir de archivos documentales de feminismo puertorriqueño contemporáneo y respaldándose gracias a la historia de poder de decenas de mujeres que protagonizaron la historia y desarrollo de la organización. El relato fue publicado de manera independiente en 2019.